# Ben van Beurden

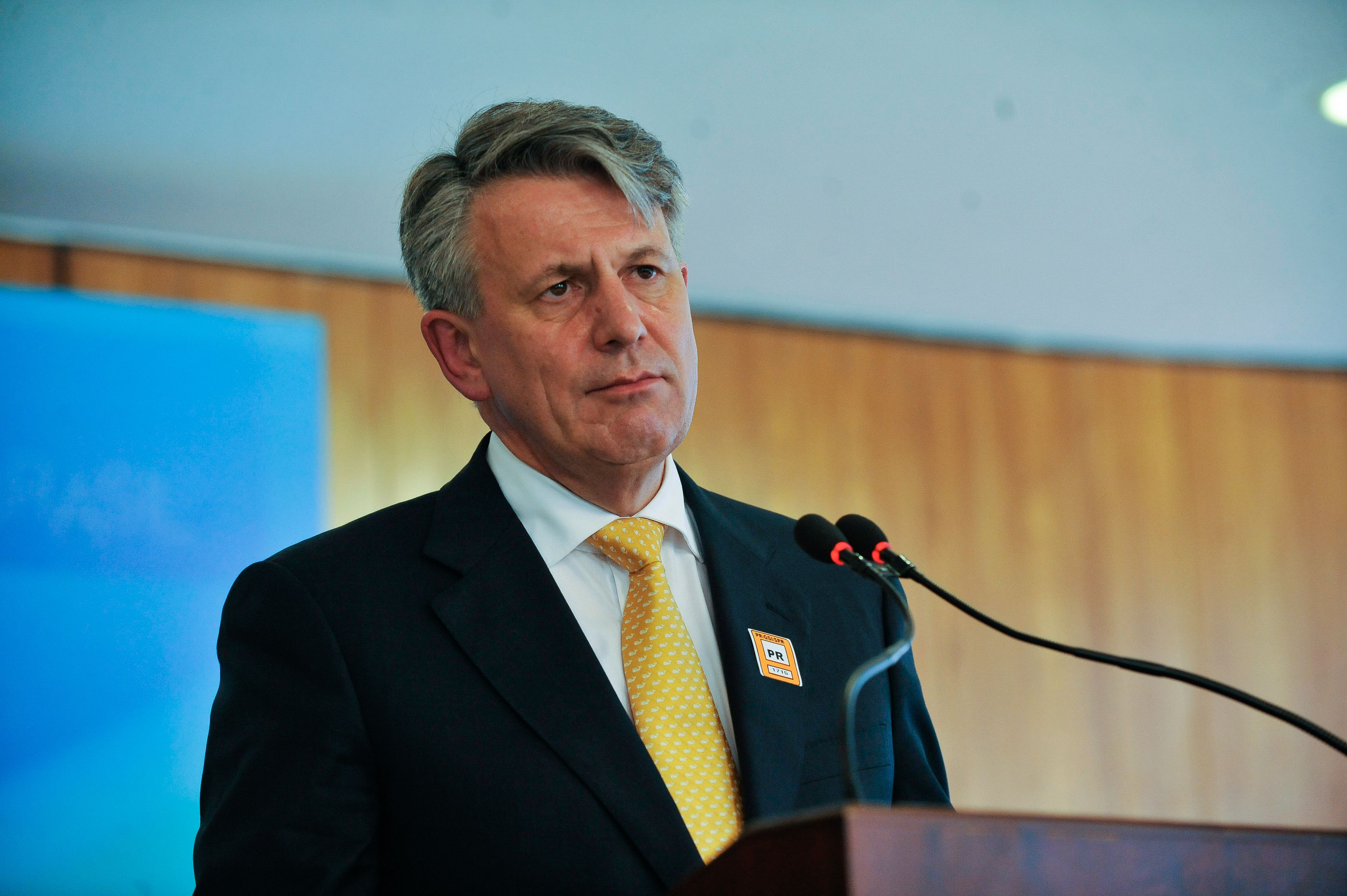
Ben van Beurden

Ben van Beurden (* 23. April 1958 in Roosendaal) ist ein niederländischer Manager.

## Leben
Van Beurden studierte Chemieingenieurwesen an der Technischen Universität Delft. Seit 1983 war er als Mitarbeiter für den Konzern Shell plc (bis Januar 2022 Royal Dutch Shell plc) tätig. Van Beurden war von Januar 2014 bis Dezember 2022 Nachfolger von Peter Voser als CEO von Shell plc. Sein Nachfolger wurde Wael Sawan.
Als CEO von Royal Dutch Shell verdiente er im Jahr 2015 9,729 Millionen Euro.
Vom 11. bis 14. Juni 2015 nahm er an der 63. Bilderberg-Konferenz in Telfs-Buchen in Österreich teil.
Er ist mit Stacey van Beurden verheiratet und hat vier Kinder.

## Kritik
Van Beurden, der als CEO von Shell plc einen Konzern leitete, welcher maßgeblich zur Klimaerwärmung beiträgt, äußerte sich 2019 kritisch gegenüber Konsumenten und empfahl in „The Times“ saisonale Lebensmittel zu essen und mehr zu recyclen. Kritiker sehen in der Äußerung eine ähnliche Taktik der Schuldabweisung und Manipulation der öffentlichen Wahrnehmung, wie die PR-Kampagne des Ölkonzerns BP, bei der der Konzern BP den CO2-Fußabdruck konzipiert hatte, um die öffentliche Wahrnehmung der Schuldabfrage  auf den Konsumenten abzuwälzen.